# Юніон (Айова)
Юніон (англ. Union) — місто (англ. city) в США, в окрузі Гардін штату Айова. Населення — 399 осіб (2020).

## Географія
Юніон розташований за координатами 42°14′37″ пн. ш. 93°3′46″ зх. д. / 42.24361° пн. ш. 93.06278° зх. д. (42.243535, -93.062677).  За даними Бюро перепису населення США в 2010 році місто мало площу 1,42 км², уся площа — суходіл.

## Демографія
Згідно з переписом 2010 року, у місті мешкало 397 осіб у 172 домогосподарствах у складі 105 родин. Густота населення становила 279 осіб/км².  Було 200 помешкань (141/км²).
Расовий склад населення:
| - 96,0 % — білих - 0,5 % — чорних або афроамериканців - 0,3 % — корінних американців - 0,3 % — азіатів - 1,5 % — осіб інших рас |

До двох чи більше рас належало 1,5 %. Частка іспаномовних становила 3,0 % від усіх жителів.
За віковим діапазоном населення розподілялося таким чином: 25,7 % — особи молодші 18 років, 53,4 % — особи у віці 18—64 років, 20,9 % — особи у віці 65 років та старші. Медіана віку мешканця становила 43,9 року. На 100 осіб жіночої статі у місті припадало 96,5 чоловіків;  на 100 жінок у віці від 18 років та старших — 102,1 чоловіків також старших 18 років.
Середній дохід на одне домашнє господарство  становив 52 242 долари США (медіана — 41 705), а середній дохід на одну сім'ю — 61 134 долари (медіана — 46 406). Медіана доходів становила 41 786 доларів для чоловіків та 35 536 доларів для жінок. За межею бідності перебувало 7,5 % осіб, у тому числі 15,3 % дітей у віці до 18 років та 1,8 % осіб у віці 65 років та старших.
Цивільне працевлаштоване населення становило 211 осіб. Основні галузі зайнятості: освіта, охорона здоров'я та соціальна допомога — 26,5 %, виробництво — 19,0 %, будівництво — 12,8 %, роздрібна торгівля — 9,0 %.